# Morocz
Morocz (w górnym biegu Kopanka; biał. Морач, ros. Морoчь) – rzeka na Białorusi, w obwodzie mińskim, prawy dopływ Słuczy w zlewisku Morza Czarnego. Długość - 150 km, powierzchnia zlewni - 2030 km², średni przepływ u ujścia - 8,7 m³/s, spadek - 74 m, nachylenie - 0,5%.
Zaczyna się w pobliżu wsi Okszaty w rejonie kopylskim na Grzędzie Kopylskiej na wys. 210 m n.p.m. Płynie przez rejony: słucki, klecki i soligorski, po południowo-zachodniej części Równiny Środkowoberezyńskiej i północnej części Polesia Prypeckiego. Wpada do Słuczy 1 km na południowy zachód od wsi Morocz w rejonie soligorskim.
Dolina na dużej długości niewyraźna, miejscami trapezopodobna, o szerokości 400–800 m. W miejscach, gdzie dolina jest wyraźna, obszary zalewowe znajdują się po obu stronach, stopniowane na brzegach (szer. 100–200 m). Koryto prawie na całej długości skanalizowane. Jego szerokość wynosi: do wsi Morocz 2–4 m, niżej 20–25 m, przy Zalewie Czerwonosłobodzkim (zbiornik 50 km od ujścia) 40–50 m.
Najwyższy poziom wód powodziowych w końcu marca. Średni poziom wody nad stanem granicznym 2,4 m, najwyższy 2,9 m (1932). Zamarza w połowie grudnia, lody pękają w połowie marca. Zejście lodów wiosną trwa 5 dni.